# Тыртышников, Евгений Евгеньевич
Евге́ний Евге́ньевич Тырты́шников (род. 1955) — советский и российский математик, профессор, академик РАН (2016), заведующий кафедрой вычислительных технологий и моделирования ВМК МГУ.

## Биография
Окончил физико-математическую школу-интернат № 18 при МГУ им. М. В. Ломоносова (СУНЦ МГУ) в 1972 году, факультет вычислительной математики и кибернетики (ВМК МГУ) в 1977 году и аспирантуру там же в 1980 году.
Кандидат физико-математических наук (1980). Тема диссертации: «О задачах алгебры с матрицами типа теплицевых» (научные руководители В. В. Воеводин и А. Г. Свешников). Доктор физико-математических наук (1990; тема диссертации: «Матрицы типа теплицевых и их приложения»). В 1996 году присвоено звание профессора.
25 мая 2006 года избран членом-корреспондентом РАН по Отделению математических наук. С 28 октября 2016 года — академик РАН; с 2017 года — руководитель секции прикладной математики и информатики ОМН.
В МГУ работал в 1980—1987 годах в должности ассистента кафедры вычислительной математики (с 1982 г. — математической физики) факультета вычислительной математики и кибернетики. С 2004 года — профессор (по совместительству) кафедры вычислительных технологий и моделирования ВМК МГУ. Читает лекции по курсу «Линейная алгебра и аналитическая геометрия» на факультете ВМК с 2006 года.
С 1987 года преподает также в Московском физико-техническом институте на кафедре математического моделирования физических процессов факультета проблем физики и энергетики (с 1994 года в должности профессора).
Ведущий научный сотрудник, директор ИВМ РАН с 2010 года.
Главный редактор журнала «Вычислительная математика и математическая физика» (с 2018); член редакционных коллегий международных журналов: Linear Algebra and Its Applications; Calcolo; Journal of Numerical Mathematics; Numerical Linear Algebra with Applications; Numerical Mathematics: Theory, Methods, Applications; Russian Journal of Numerical Analysis and Mathematical Modelling; Математический сборник.
Член специализированных докторских советов ИВМ РАН и ВВИА им. Н. Е. Жуковского.
Руководитель проектов РФФИ, Отделения математических наук РАН, программы «Интеграция» и нескольких международных проектов, в том числе — Международного семинара по матричным методам и операторным уравнениям.
Удостоен премии Отделения математики АН СССР за цикл работ «Матрицы типа теплицевых и их приложения» (1990).
Стал лауреатом  Научной премии Сбера в 2023 году.

## Научная деятельность
Область научных интересов: линейная алгебра и её приложения, асимптотический анализ спектров матриц, интегральные уравнения математической физики, вычислительные методы.
К наиболее значительным результатам относятся:
- матричный признак равнораспределённости для изучения асимптотического поведения собственных и сингулярных чисел различных семейств матриц (ассоциированных с обобщёнными рядами Фурье и др.);
- новый подход к сжатию данных при численном решении линейных систем с большими плотными матрицами (на основе малоранговых приближений) — с числом неизвестных до 1 миллиона и выше.

Подготовил 9 кандидатов наук. Автор более 120 научных публикаций, в том числе 11 книг.

## Основные работы
- A unifying approach to some old and new theorems on distribution and clustering // Linear Algebra Appl., 1996, v/ 232, pp. 1-43
- Тензорные аппроксимации матриц, порождённых асимптотически гладкими функциями // Математический сборник, 2003, т. 194 (6), с. 147—160
- A Brief Introduction to Numerical Analysis, Birkhauser, Boston, 1997
- Матричный анализ и линейная алгебра — М.: Физматлит, 2007
- Методы численного анализа — М.: Академия, 2007
- Основы алгебры — М: Физматлит, 2017